# Nederweert-Eind
Nederweert-Eind est un village néerlandais situé dans la commune de Nederweert, dans la province du Limbourg néerlandais. Le 1er janvier 2007, le village comptait 1 580 habitants.

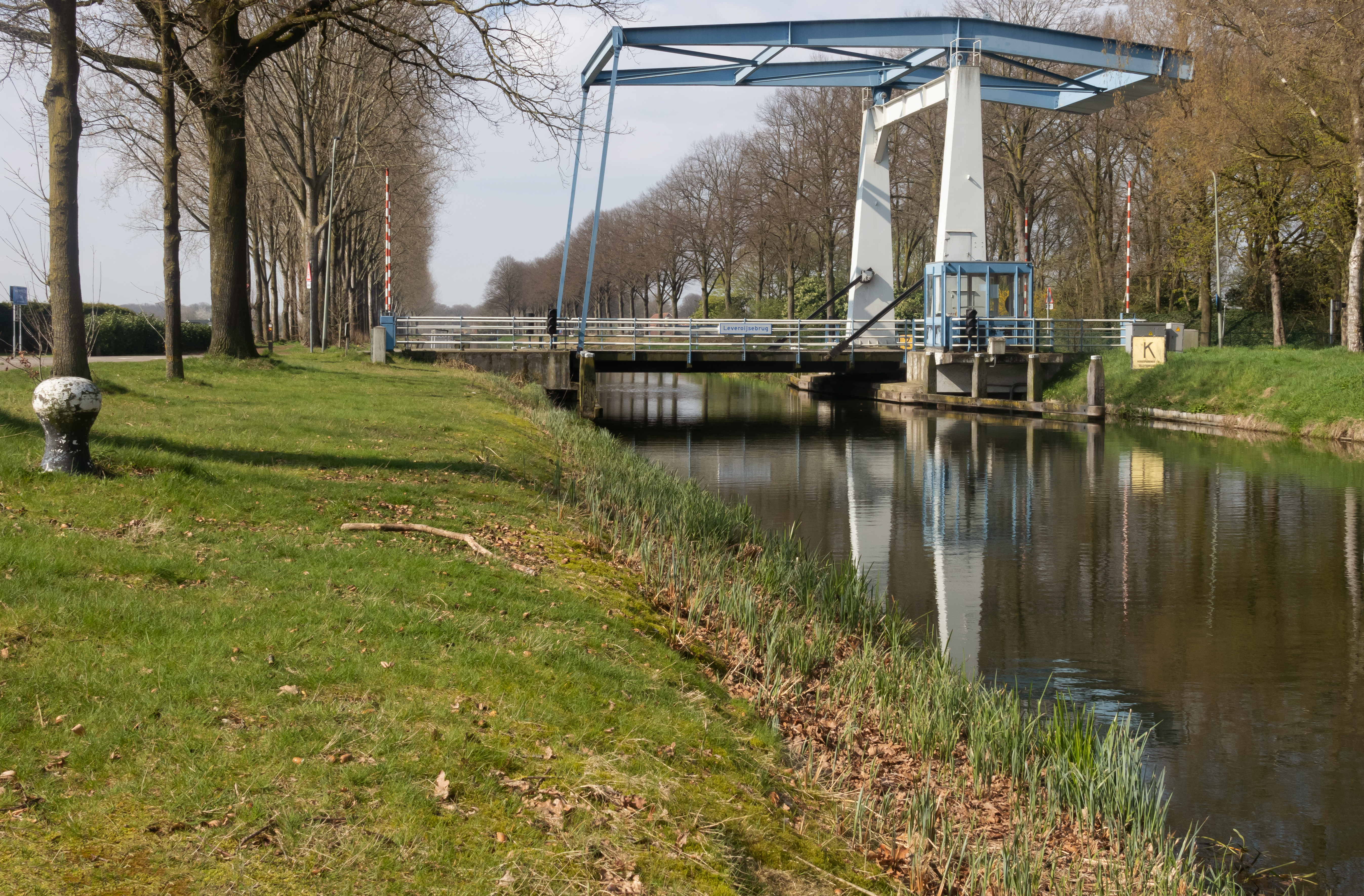
Nederweert-Eind, le pont-levis: le Leveroijsebrug